# Liste der Nitro-Sendungen

Senderlogo von Nitro

Die Liste der Nitro-Sendungen enthält eine Aufzählung von Sendungen und Serien, die beim Free-TV-Sender Nitro ausgestrahlt werden bzw. wurden.
(In Klammern steht das Jahr der ersten Ausstrahlung bei Nitro.)

## Eigenproduktionen

### Magazine

#### Ehemals im Programm
- Auto Mobil, Automagazin (2012–2015)
- Yps – Die Sendung, Wissensmagazin (2013–2019)

### Unterhaltung

#### Aktuell im Programm
- Anwälte der Toten, True-Crime-Sendung (seit 2012)
  - Anwälte der Toten – Die schlimmsten Serienkiller der Welt (seit 2018)
- Die lustigsten Schlamassel der Welt, Clipshow (seit 2012)
- Die Macher vom Rhein – Schippern und Schuften auf 1.233 km (seit 2022)
- Die Tuning Profis, Dokusoap (seit 2019)
- Höllische Nachbarn, Comedysendung (seit 2012)
- Katastrophen, die Deutschland bewegen (seit 2022)
- Recht & Ordnung, Dokusoap (seit 2012)
- Schneller als die Polizei erlaubt, Dokusoap, Scripted Reality (seit 2012)

Stand: September 2022

#### Ehemals im Programm
- 40 Jahre Musikvideos, Dokumentation (2017–2018)
- Ab ins Beet – Die Garten-Soap, Dokusoap (2012–2015)
- Axel & Micha – Die Zwei vom Schrauberhof, Dokusoap (2019–2022)
- Das perfekte Promi-Dinner, Kochshow (2012–2014)
- Das Strafgericht, Gerichtsshow (2012–2020)
- Detlef wird Rennfahrer, Dokusoap (2018–2019)
- Die Autohändler, Dokusoap (2012–2014)
- Die Küchenchefs, Dokusoap (2012–2014)
- Die Trovatos – Detektive decken auf, Dokusoap (2012–2013)
- Formel Eins, Musiksendung (2013–2018)
- Ich bin ein Star – Holt mich hier raus! Das Magazin (2013)
- Nitro Autoquartett, Spielshow (2015–2019)
- Ronny’s Pop Show, Musiksendung (2016–2018)
- Unter Volldampf!, Dokumentation (2012–2013)
- Verdachtsfälle – Wache Köln-Ost, Scripted Reality (2021)

### Fernsehserien

#### Aktuell im Programm
- Alarm für Cobra 11 – Die Autobahnpolizei, Actionserie (seit 2012)

Stand: September 2022

#### Ehemals im Programm
- Alles Atze, Comedyserie (2016)
- Die Camper, Comedyserie (2016)
- Balko, Krimiserie (2012–2015)
- Der Clown, Actionserie (2012–2015)
- Im Namen des Gesetzes, Dramaserie (2012–2022)

### Sport
- EM- bzw. WM-Qualifikation: Übertragung von Spielen ohne deutsche Beteiligung sowie Zusammenfassungen weiterer Begegnungen in der Qualifikation zur Fußball-EM 2016 und der Qualifikation zur Fußball-WM 2018. Moderation: Markus Kavka, Kommentator: Marco Hagemann, Timo Latsch und Stefan Fuckert, Experte: Steffen Freund (2015–2018)
- 24-Stunden-Rennen auf dem Nürburgring: Nonstop-Liveübertragung des 24-Stunden-Rennens auf dem Nürburgring (seit 2016)
- 100% Bundesliga – Fußball bei NITRO: Zusammenfassende Berichterstattung aller Begegnungen des Spieltags in der 1. Bundesliga und der 2. Bundesliga. Moderation: Laura Wontorra und Thomas Wagner (2017–2021)
- UEFA Europa League: Spiele deutscher Mannschaften (seit 2018)
- Formel 1: Liveübertragung des ersten und zweiten Freien Trainings (2019–2020)
- ADAC GT Masters (seit 2021)
- 2. Fußball-Bundesliga Topspiel (seit 2025)

## Fremdproduktionen

### Unterhaltung

#### Aktuell im Programm
- First 48 – Am Tatort mit den US-Ermittlern, US-True-Crime-Sendung (seit 2015)
- Medical Detectives, US-True-Crime-Sendung (seit 2013)
- Miniatur Wunderland XXL (seit 2021)
- Top Gear, britisches Automagazin (seit 2014)

Stand: September 2022

#### Ehemals im Programm
- Achtung, Zoll! Willkommen in Australien, australische Dokusoap (2018–2022)
- Alaska Off-Road Warriors, US-Dokusoap (2016–2018)
- American Ninja Warrior, US-Spielshow (2016–2019)
- American Pickers – Die Trödelsammler, US-Dokusoap (2013–2021)
- Bear Grylls: Stars am Limit, US-Survival-Sendung (2018–2020)
- Bobby Flay’s Barbecue, US-Kochserie (2015–2017)
- Border Patrol Canada – Einsatz an der Grenze, kanadische Dokusoap (2018–2022)
- Born to Kill – Als Mörder geboren?, britische True-Crime-Sendung (2017–2022)
- Brew Dogs, US-Dokusoap (2015–2016)
- Cops – Verbrecher im Visier, US-True-Crime-Sendung (2017–2019)
- CopyCat Killers, US-True-Crime-Sendung (2018–2022)
- Extreme Survival, britische Survival-Doku (2019)
- Fishing Impossible, britische Dokusoap (2017–2019)
- Great Wild North – Überleben am Ende der Welt, US-Dokusoap (2018)
- Ice Road Truckers, US-Dokusoap (2012–2014)
- Mayday – Alarm im Cockpit, kanadische Dokusoap (2012)
- Motorheads, britische Videoclip-Show (2017–2021)
- MythBusters – Die Wissensjäger, US-Dokutainment (2018–2022)
- MythBusters: The Search, US-Dokutainment (2018)
- Pawn Stars Australien, australische Dokusoap (2016–2019)
- Pawn Stars – Die drei vom Pfandhaus, US-Dokusoap (2013–2021)
- Pawn Stars Südafrika, südafrikanische Dokusoap (2017–2019)
- Real Detective – Fälle, die man nie vergisst, kanadische True-Crime-Sendung (2016–2021)
- Spartan: Ultimate Team Challenge, US-Spielshow (2017–2019)
- Storage Wars – Geschäfte in Kanada, kanadische Dokusoap (2014–2020)
- Takeshi’s Castle, japanische Spielshow (2017–2021)
- Top Gear America, US-Automagazin (2019)
- Top Gear USA, US-Automagazin (2015–2018)
- Wicked Tuna – Die Hochsee-Cowboys, US-Dokusoap (2016–2020)

### Fernsehserien

#### Aktuell im Programm
- Baywatch – Die Rettungsschwimmer von Malibu, US-Dramaserie (seit 2017)
- CSI: Den Tätern auf der Spur, US-Krimiserie (seit 2012)
- CSI: Miami, US-Krimiserie (seit 2012)
- CSI: NY, US-Krimiserie (seit 2012)
- Das A-Team, US-Actionserie (seit 2016)
- Ein Colt für alle Fälle, US-Actionserie (seit 2013)
- Eine schrecklich nette Familie, US-Sitom (seit 2014)
- Hör mal, wer da hämmert, US-Sitcom (seit 2012)
- King of Queens, US-Sitcom (seit 2015)
- Knight Rider, US-Actionserie (seit 2012)
- Law & Order, US-Krimiserie (seit 2012)
- Law & Order: Special Victims Unit, US-Krimiserie (seit 2013)
- Lie to Me, US-Krimiserie (seit 2018)
- Magnum, US-Krimiserie (seit 2016)
- M*A*S*H, US-Dramedy (seit 2014)
- Miami Vice, US-Actionserie (seit 2016)
- Stargate – Kommando SG-1 (seit 2017)

Stand: September 2022

#### Ehemals im Programm
- 24, US-Actionserie (2012)
- Airwolf, US-Actionserie (2015–2022)
- Alcatraz, US-Mysteryserie (2012–2013)
- Alex und Whitney – Sex ohne Ehe, US-Comedyserie (2014)
- Alf, US-Sitcom (2013–2022)
- Alle unter einem Dach, US-Sitcom (2014–2022)
- American Dad, US-Zeichentrickserie (2012–2016)
- Anger Management, US-Sitcom (2014–2017)
- Arrow, US-Actionserie (2018)
- Auf schlimmer und ewig, US-Sitcom (2018)
- Batman, US-Fantasy (2019–2022)
- Boston Legal, US-Justizserie (2013)
- Breaking Bad, US-Dramaserie (2013–2014)
- Breakout Kings, US-Actionserie (2013–2016)
- Brooklyn Nine-Nine, US-Sitcom (2015–2017)
- Burn Notice, US-Actionserie (2016–2022)
- Captain Future, japanische Science-Fiction-Zeichentrickserie (2017–2022)
- Chase, US-Krimiserie (2012–2014)
- Cheers, US-Sitcom (2013–2015)
- Chicago Fire, US-Dramaserie (2017)
- CHiPs, US-Dramaserie (2015–2017)
- Columbo, US-Krimiserie (2012–2019)
- Covert Affairs, US-Actionserie (2013)
- Das Model und der Schnüffler, US-Krimiserie (2013–2015)
- Der Schutzengel von New York, US-Krimiserie (2012)
- Der Sechs-Millionen-Dollar-Mann, US-Actionserie (2017–2021)
- Detektiv Rockford – Anruf genügt, US-Krimiserie (2012–2015)
- Die Straßen von San Francisco, US-Krimiserie (2014–2016)
- Drei Engel für Charlie, US-Krimiserie (2012–2013)
- Dr. House, US-Krankenhaus-Serie (2020)
- Ehe ist…, US-Sitcom (2013–2014)
- Ein Käfig voller Helden, US-Sitcom (2016–2022)
- Friends, US-Sitcom (2013)
- Go On, US-Comedyserie (2013–2015)
- Hercules, US-Fantasy-Serie (2017–2021)
- Highlander, kanadische Fantasy-Serie (2013–2014)
- JAG – Im Auftrag der Ehre, US-Anwaltserie (2018–2022)
- Kampfstern Galactica, US-Science-Fiction-Serie (2013–2016)
- Knight Rider (2008), US-Actionserie (2013–2016)
- Law & Order: LA, US-Krimiserie (2014–2018)
- Law & Order Paris, französische Krimiserie (2017–2020)
- Law & Order: UK, britische Krimiserie (2013–2019)
- Lazy Company, französische Comedyserie (2016)
- Longmire, US-Krimiserie (2014–2019)
- MacGyver, US-Actionserie (2014–2022)
- Malcolm mittendrin, US-Sitcom (2019–2020)
- Matlock, US-Krimiserie (2013–2022)
- Matrioshki – Mädchenhändler, belgische Krimiserie (2014)
- Mike Hammer, US-Krimiserie (2017–2019)
- Modern Family, US-Mockumentary (2012–2016)
- Mondbasis Alpha 1, britische Science-Fiction-Serie (2013–2016)
- Mr. Robot, US-Thriller-Serie (2017)
- My Name Is Earl, US-Sitcom (2013–2017)
- Nurse Jackie, US-Krankenhausserie (2012–2013)
- Parker Lewis – Der Coole von der Schule, US-Comedyserie (2016)
- Person of Interest, US-Krimiserie (2018)
- Prison Break, US-Actionserie (2012–2015)
- Psych, US-Krimiserie (2017–2019)
- Quincy, US-Krimiserie (2012–2013)
- Raising Hope, US-Sitcom (2012–2014)
- Rauchende Colts, US-Westernserie (2016)
- Remington Steele, US-Krimiserie (2014–2017)
- Renegade – Gnadenlose Jagd, US-Actionserie (2014–2022)
- Scrubs – Die Anfänger, US-Dramedy (2019)
- seaQuest DSV, US-Science-Fiction-Serie (2013–2019)
- Simon & Simon, US-Dramaserie (2012–2020)
- Sliders – Das Tor in eine fremde Dimension, US-Science-Fiction-Serie (2016–2017)
- Smallville, US-Dramaserie (2012)
- Starsky & Hutch, US-Krimiserie (2013–2018)
- Street Hawk, US-Krimiserie (2015–2016)
- Superman – Die Abenteuer von Lois & Clark, US-Science-Fiction-Serie (2014–2016)
- Taken – Die Zeit ist dein Feind, US-Dramaserie (2018)
- Team Knight Rider, US-Actionserie (2015–2020)
- The Blacklist, US-Krimiserie (2015–2018)
- The Glades, US-Krimiserie (2018–2021)
- The League, US-Comedyserie (2013–2014)
- The Office, US-Comedyserie (2012)
- T.J. Hooker, US-Krimiserie (2017–2019)
- Transporter: Die Serie, Actionserie (2013–2017)
- Trio mit vier Fäusten, US-Actionserie (2013–2016)
- Undercovers, US-Dramaserie (2014–2015)
- Walker, Texas Ranger, US-Actionserie (2012–2022)
- Wer ist hier der Boss?, US-Sitcom (2012–2015)
- White Collar, US-Krimiserie (2018–2022)
- Zurück in die Vergangenheit, US-Science-Fiction-Serie (2014–2017)